# Donald Woods (actor)
Donald Woods (2 de diciembre de 1906 – 5 de marzo de 1998) fue un actor cinematográfico y televisivo canadiense cuya carrera se prolongó a lo largo de seis décadas.

## Biografía
Su verdadero nombre era Ralph L. Zink, y nació en Brandon, Manitoba (Canadá). Woods se mudó con su familia a California y se crio en Burbank (California). Posteriormente se graduó en la Universidad de California, Berkeley. 
Su debut en el cine llegó en 1928, transcurriendo su carrera principalmente en títulos de serie B, aunque de manera ocasional trabajó en largometrajes de prestigio, tales como Anthony Adverse (El caballero Adverse) (1936), Watch on the Rhine (1943), y The Bridge of San Luis Rey (El puente de San Luis Rey) (1944).
En los primeros tiempos de la televisión, Woods actuó en series como Craig Kennedy, Criminologist, The Philco Television Playhouse, Armstrong Circle Theatre, Robert Montgomery Presents, The United States Steel Hour, y General Electric Theater. Además, intervino de manera regular en la serie Tammy, actuando como actor invitado en numerosas producciones, tales como Bat Masterson, Wagon Train, Ben Casey,  Intriga en Hawái, 77 Sunset Strip, Stoney Burke, Bonanza, Coronet Blue, Ironside, Alias Smith and Jones, y Owen Marshall: Counselor at Law.
Woods se retiró de la interpretación en 1976, dedicándose con éxito al negocio inmobiliario. Estuvo casado desde 1933 con Josephine Van der Horck, y vivió en Palm Springs (California), localidad en la que falleció en 1998. Fue enterrado en el Cementerio Forest Lawn de Cathedral City, California.

## Filmografía parcial
- As the Earth Turns (1934) - Stan
- Merry Wives of Reno (1934) - Frank
- Niebla sobre San Francisco (Fog Over Frisco, 1934) - Tony Sterling
- Charlie Chan's Courage (1934) - Bob Crawford
- She Was a Lady (1934) - Tommy Traill
- Bella Adelina (Sweet Adeline, 1934) - Sid Barnett
- The Florentine Dagger (1935) - Juan Cesare
- The Case of the Curious Bride (1935) - Carl
- Stranded (1935) - John Wesley
- Frisco Kid (1935) - Charles Ford
- Historia de dos ciudades (A Tale of Two Cities, 1935) - Charles Darnay
- La historia / tragedia de Louis Pasteur (The Story of Louis Pasteur, 1936) - Dr. Jean Martel
- Road Gang (1936) - James 'Jim' Larrabie
- The White Angel (1936) - Charles Cooper
- Anthony Adverse (1936) - Vincent Nolte
- A Son Comes Home (1936) - Denny
- Isle of Fury (1936) - Eric Blake
- Once a Doctor (1937) - Dr.Steven Brace
- Sea Devils (1937) - Steve Webb
- The Case of the Stuttering Bishop (1937) - Perry Mason
- Talent Scout (1937) - Steve Stewart
- Charlie Chan on Broadway (1937) - Speed Patten
- Big Town Girl (1937) - Mark Tracey
- The Black Doll (1938) - Nick Halstead
- Romance on the Run (1938) - Barry Drake
- Danger on the Air (1938) - Benjamin Franklin Butts
- Beauty for the Asking (1939) - Jeffrey Martin
- The Girl from Mexico (1939) - Dennis 'Denny' Lindsay
- Heritage of the Desert (1939) - John Abbott
- Mexican Spitfire (1940) - Dennis Lindsay
- City of Chance (1940) - Steve Walker
- Forgotten Girls (1940) - Dan Donahue
- If I Had My Way (1940) - Fred Johnson
- Love, Honor and Oh-Baby! (1940) - Brian McGrath
- Mexican Spitfire Out West (1940) - Dennis 'Denny' Lindsay
- Sky Raiders (1941) - Capitán Bob Dayton / John Kane
- Bachelor Daddy (1941) - Edward Smith
- I Was a Prisoner on Devil's Island (1941) - Joel Grant / Joseph Elmer
- Thru Different Eyes (1942) - Ted Farnsworth
- The Gay Sisters (1942) - Penn Sutherland Gaylord
- Corregidor (1943) - Dr. Michael
- Alarma en el Rin / Centinela en el rio (Watch on the Rhine, 1943) - David Farrelly
- So's Your Uncle (1943) - Steve Curtis, conocido también como Tío John
- Hi'ya, Sailor (1943) - Bob Jackson
- The Bridge of San Luis Rey (The Bridge of San Luis Rey, 1944) - Hermano Junípero
- Enemy of Women (1944) - Dr. Hans Traeger, MD
- Hollywood Canteen (1944) - Donald Woods
- Roughly Speaking (1945) - Rodney Crane
- God Is My Co-Pilot (1945) - (no acreditado)
- Un hombre fenómeno (Wonder Man, 1945) - Monte Rossen
- Star in the Night (1945) - autoestopista
- Night and Day (1946) - Ward Blackburn
- Never Say Goodbye (1946) - Rex DeVallon
- The Time, the Place and the Girl (1946) - Martin Drew
- Bells of San Fernando (1947) - Michael 'Gringo' O'Brien
- Stepchild (1947) - Ken Bullock
- The Return of Rin Tin Tin (1947) - Father Matthew
- Daughter of the West (1949) - Commissioner Ralph C. Connors
- Barbary Pirate (1949) - Maj. Tom Blake
- Scene of the Crime (1949) - Bob Herkimer
- Free for All (1949) - Roger Abernathy
- Johnny One-Eye (1950) - Vet
- The Lost Volcano (1950) - Paul Gordon
- Mr. Music (1950) - Tippy Carpenter
- The Du Pont Story (1950) - Irénée du Pont
- Born to the Saddle (1953) - Matt Daggett
- El monstruo de tiempos remotos / del mar (The Beast from 20,000 Fathoms, 1953) - Capt. Phil Jackson
- I'll Give My Life (1960) - Pastor Goodwin
- Los trece fantasmas (13 Ghosts, 1960) - Cyrus Zorba
- Five Minutes to Live (1961) - Ken Wilson
- Primos queridos (Kissin' Cousins, 1964) - General Alvin Donford
- Moment to Moment (1965) - Mr. Singer
- Dimension 5 (1966) - Kane
- A Time to Sing (1968) - Vernon Carter
- Temple de acero / Valor de ley (True Grit, 1969) - 'Barlow'
- Sweet Revenge (1976) - vendedor de coches (no acreditado)